# Chamaemyiidae
Chamaemyiidae zijn een familie uit de orde van de tweevleugeligen (Diptera), onderorde vliegen (Brachycera). Wereldwijd omvat deze familie zo'n 24 genera en 351 soorten.
De larven van de familie zijn predatoren van Homoptera: bladluizen (Aphidoidea) en schildluizen (Coccoidea). Sommige soorten worden ingezet voor de biologische bestrijding van schadelijke blad- of schildluizen.